# Świerzno (Powiat Kamieński)
Świerzno (deutsch Schwirsen) ist ein Dorf und Sitz einer Landgemeinde im Powiat Kamieński (Cammin in Pommern) in der polnischen Woiwodschaft Westpommern.

## Geographische Lage
Świerzno liegt in Hinterpommern,  im Nordwesten der Woiwodschaft Westpommern, etwa zwölf Kilometer östlich von Kamień Pomorski (Cammin in Pommern) und 23 Kilometer westlich von Trzebiatów (Treptow a.d. Rega). Die Entfernung bis  zur Ostseeküste bei Pobierowo (Poberow) im Nordwesten beträgt etwa zehn Kilometer.

## Das Dorf Świerzno (Schwirsen)

### Geschichte

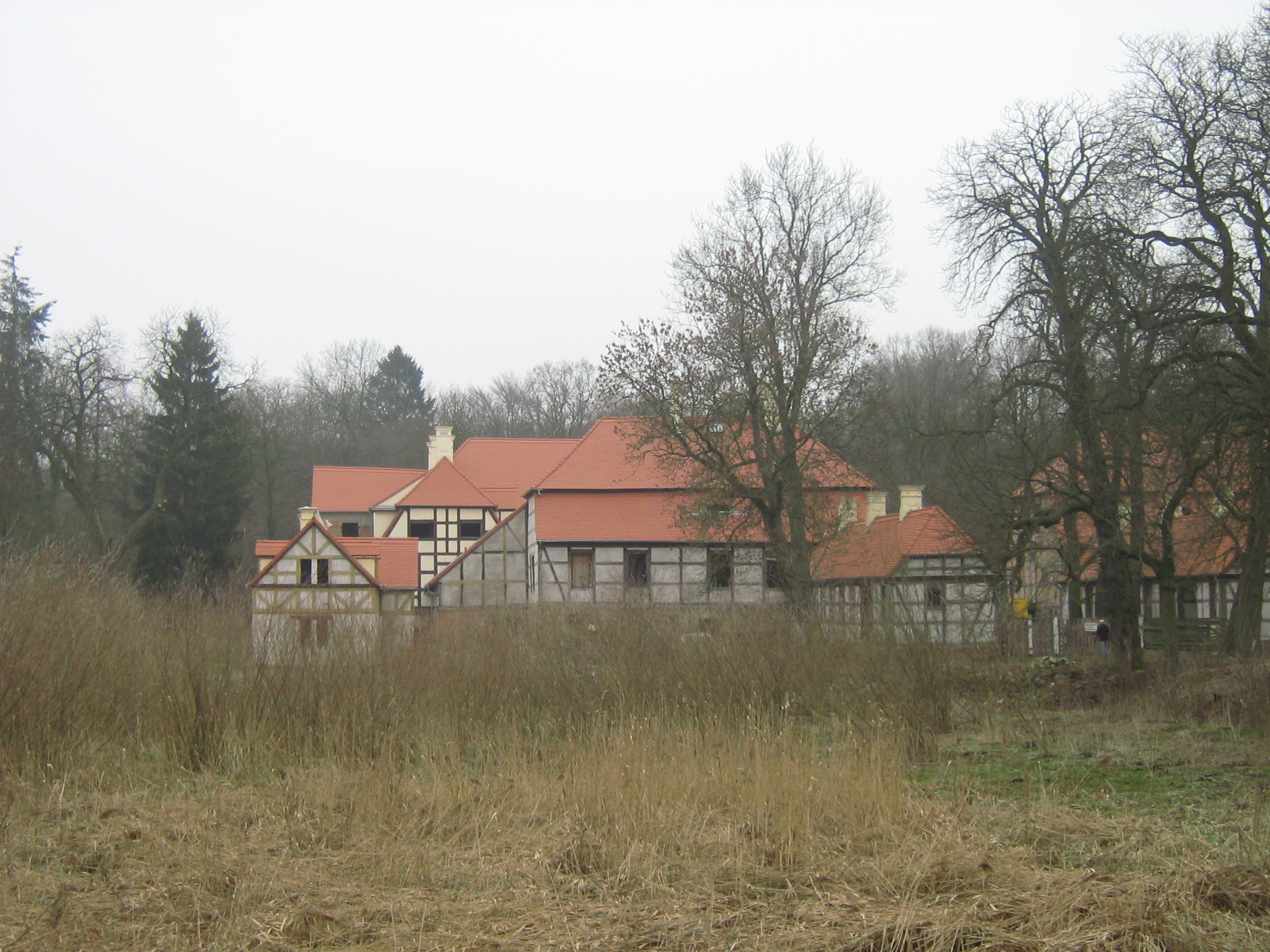
Gutshaus des Dorfes, erbaut 1718, letzter Besitzer vor 1945: Editha Freifrau von Rüxleben.

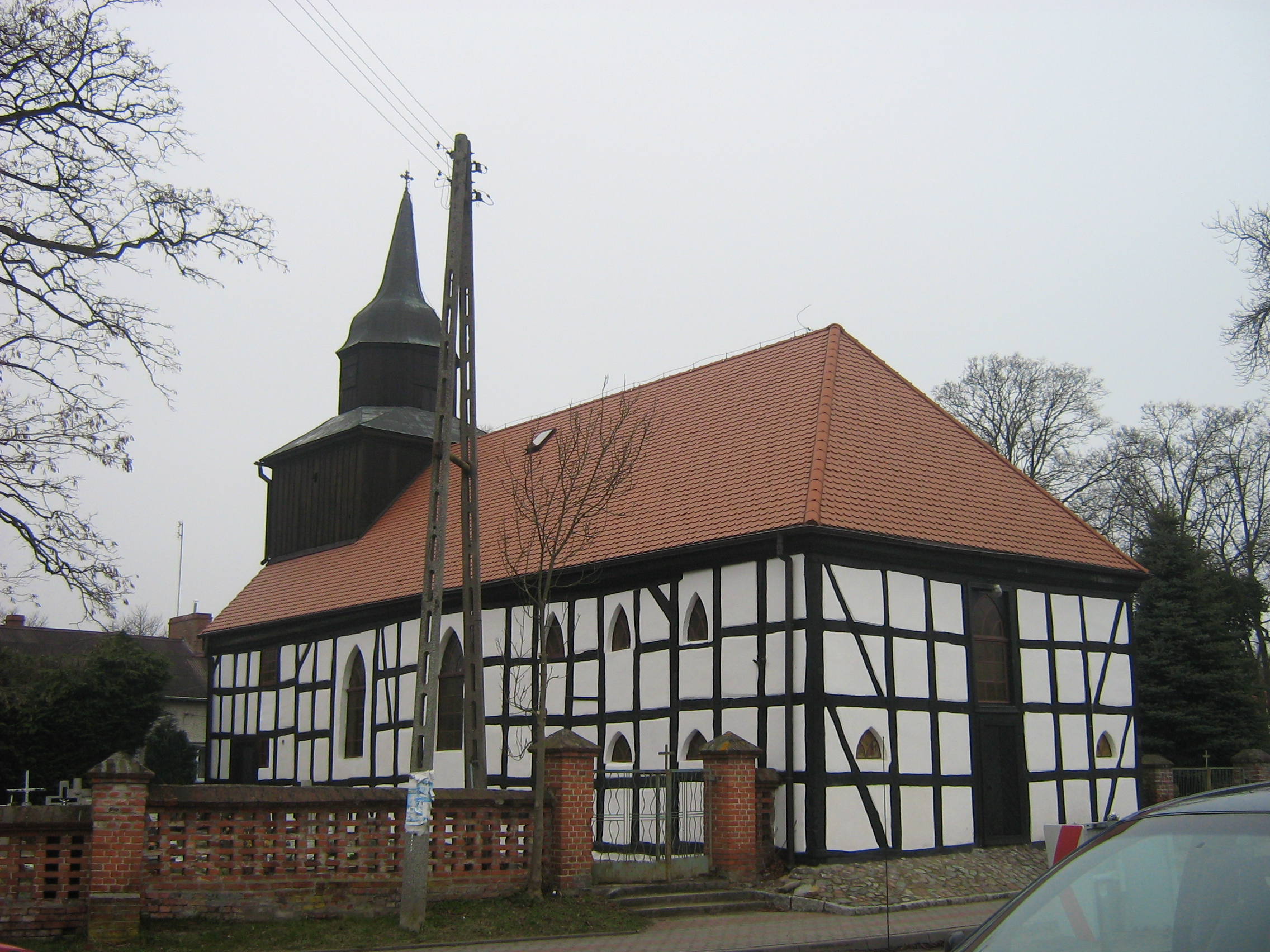
Dorfkirche aus der Vorkriegszeit. Auf der Kanzel über dem Altar stand ein Stundenglas von 1727, das dem Pastor die zeitliche Orientierung geben sollte.

Seit Beginn des 14. Jahrhunderts war Schwirsen ein Flemming'sches Lehen. 1716 vereinigte Reichsgraf Bogislaw Bodo von Flemming die drei verschiedenen Linien gehörenden Anteile. Zwischen 1718 und 1730 ließ Bogislaw Bodo von Flemming das Gutshaus zu Schwirsen (polnisch: dwór myśliwski) von Johann Andreas Hase aus Stargard erbauen. 1734 kam das Gutsdorf durch Erbschaft an die Grafen von Wartensleben. Zuletzt gehörte es den Freiherren von Rüxleben.
Bis 1945 gehörte Schwirsen zum Landkreis Cammin i. Pom. im Regierungsbezirk Stettin der preußischen Provinz Pommern. 1939 hatte das Gutsdorf 378 Einwohner.
Gegen Ende des Zweiten Weltkriegs rückte die Rote Armee am 4. und 5. März 1945 rasch in Richtung der Oder und des Stettiner Haffs vor. Staarz, Stuchow und Schwirsen wurden bereits am 5. März von sowjetischen Panzern, die aus der Richtung  von Greifenberg  kamen, erreicht.   Während  Stuchow  und Schwirsen am 4. März um 21 Uhr vom Kreisbauernführer Treck-Erlaubnis für den 5. März erhielten, kam der Räumungsbefehl für Staarz  zu spät. Die Trecks kamen  nur bis in die nächsten Dörfer und mussten dann umkehren. Nach der Rückkehr begann das schwere Schicksal der Frauen, die Männer  wurden meist verschleppt.
Nach Kriegsende wurde Schwirsen zusammen mit ganz Hinterpommern unter polnische Verwaltung gestellt.
Schwirsen wurde  von den Polen in  Świerzno umbenannt.
Świerzno ist seit 1954 Sitz der gleichnamigen Landgemeinde im Powiat Kamieński innerhalb der Woiwodschaft Westpommern (bis 1998 Woiwodschaft Stettin).

### Kirche

#### Dorf-/Pfarrkirche
Die Fachwerkkirche in Schwirsen wurde 1681 von Christian Krone errichtet. 1708 wurde sie nach Westen und 1727 nach Osten verlängert. Den mit Brettern verschalten Dachturm bekrönt eine geschwungene Haube über einem Achteckgeschoss. Mitten in der Kirche befindet sich eine unterirdische ausgemauerte Gruft mit Treppe. In der Gruft stehen die aus Kalkstein  gefertigten Sarkophage des Reichsgrafen  Bogislaw Bodo von Flemming († 1732) und seiner Gemahlin. Ein  seltener  und besonders prächtiger Zinksarkophag,  der dort ebenfalls gestanden hatte und in dem Georg Ludwig von Flemming, Herr auf Basenthin († 1721), bestattet gewesen war, wurde dem Landesmuseum übereignet.
Im Jahre 1938 wurde eine Flachdecke eingezogen. Der Kanzelaltar von 1727 ist schlicht gehalten, zweietagige bemalte Emporen rahmen ihn ein. Auf der Kanzel über dem Altar stand  vor 1945  ein Stundenglas von 1727, mit dessen Hilfe sich der Pastor zeitlich orientieren konnte.
265 Jahre war die Kirche ein evangelisches Gotteshaus. Dann wurde sie infolge des Zweiten Weltkrieges zugunsten der Katholischen Kirche in Polen enteignet. Am 13. Oktober 1946 erhielt sie eine neue Weihe unter der Bezeichnung Kościół św. Trojcy (Dreifaltigkeits-/Trinitatiskirche). Jetzt ist sie Pfarrkirche der neu gebildeten Parafia (Pfarrei) Świerzno.

#### Kirchengemeinde
Vor 1945 war die Bevölkerung von Schwirsen fast ausnahmslos evangelischer Konfession. Bis 1780 gehörte die Kirchengemeinde Schwirsen innerhalb des Kirchenkreises Cammin zum Kirchspiel Tribsow (heute polnisch: Trzebieszewo), danach zum Kirchspiel Groß Justin (Gostyń). 1784 kam sie zum Kirchspiel Karnitz (Karnice) im Kirchenkreis Treptow a.d. Rega (Trzebiatów), um dann wieder nach Tribsow im Kirchenkreis Cammin (Ostsprengel der Kirchenprovinz Pommern der Kirche der Altpreußischen Union) zu wechseln, wo sie bis 1945 blieb. Im Jahre 1940 zählte die Kirchengemeinde Schwirsen 250 Gemeindeglieder, die zuletzt von Pfarrer Theodor Weigle (* 25. Dezember 1903, † 13. Dezember 2001) aus Tribsow betreut wurden.
Heute leben überwiegend katholische Einwohner in Świerzno. Der Ort ist jetzt Sitz einer eigenen Pfarrei, die zum Dekanat Kamień Pomorski (Cammin in Pommern) im Erzbistum Stettin-Cammin der Katholischen Kirche in Polen gehört. Hier lebende evangelische Kirchenglieder betreut jetzt das Pfarramt Stettin in der Diözese Breslau der Evangelisch-Augsburgischen Kirche in Polen. Kirchort ist Trzebiatów (Treptow a.d. Rega), wo die Kościół św. Jana (Johanneskirche, vor 1945 altlutherische Kirche) evangelisches Gotteshaus ist.

### Persönlichkeiten des Ortes
Mit dem Ort verbundene Personen
- Bogislaw Bodo von Flemming (1671–1732), kursächsischer Generalleutnant
- Alexander von Wartensleben-Schwirsen (1807–1883), preußischer Beamter und Politiker

## Gmina Świerzno
Świerzno ist Sitz der gleichnamigen Landgemeinde, die 1954 aus der Gmina Ganiec (Gahnz, 1945–1946 Gmina Chomino (Kummin)) und der Gmina Gostyń (Groß Justin) gebildet wurde. Mit ihren 140,20 km² steht sie flächenmäßig an 77. Stelle der Gemeinden in der Woiwodschaft Westpommern und nimmt 13,9 % der Fläche des gesamten Powiat Kamieński ein. Die Gmina Świerzno zählt etwa 4200 Einwohner.
In der Gmina besteht die einheitliche Postleitzahl 72-405.
Nachbargemeinden der Landgemeinde Świerzno sind:
- Dziwnów (Berg Dievenow), Golczewo (Gülzow) und Kamień Pomorski (Cammin in Pommern) im Powiat Kamieński,
- Gryfice (Greifenberg in Pommern), Karnice (Karnitz) und Rewal (Rewahl) im Powiat Gryficki (Kreis Greifenberg in Pommern).

### Gemeindegliederung

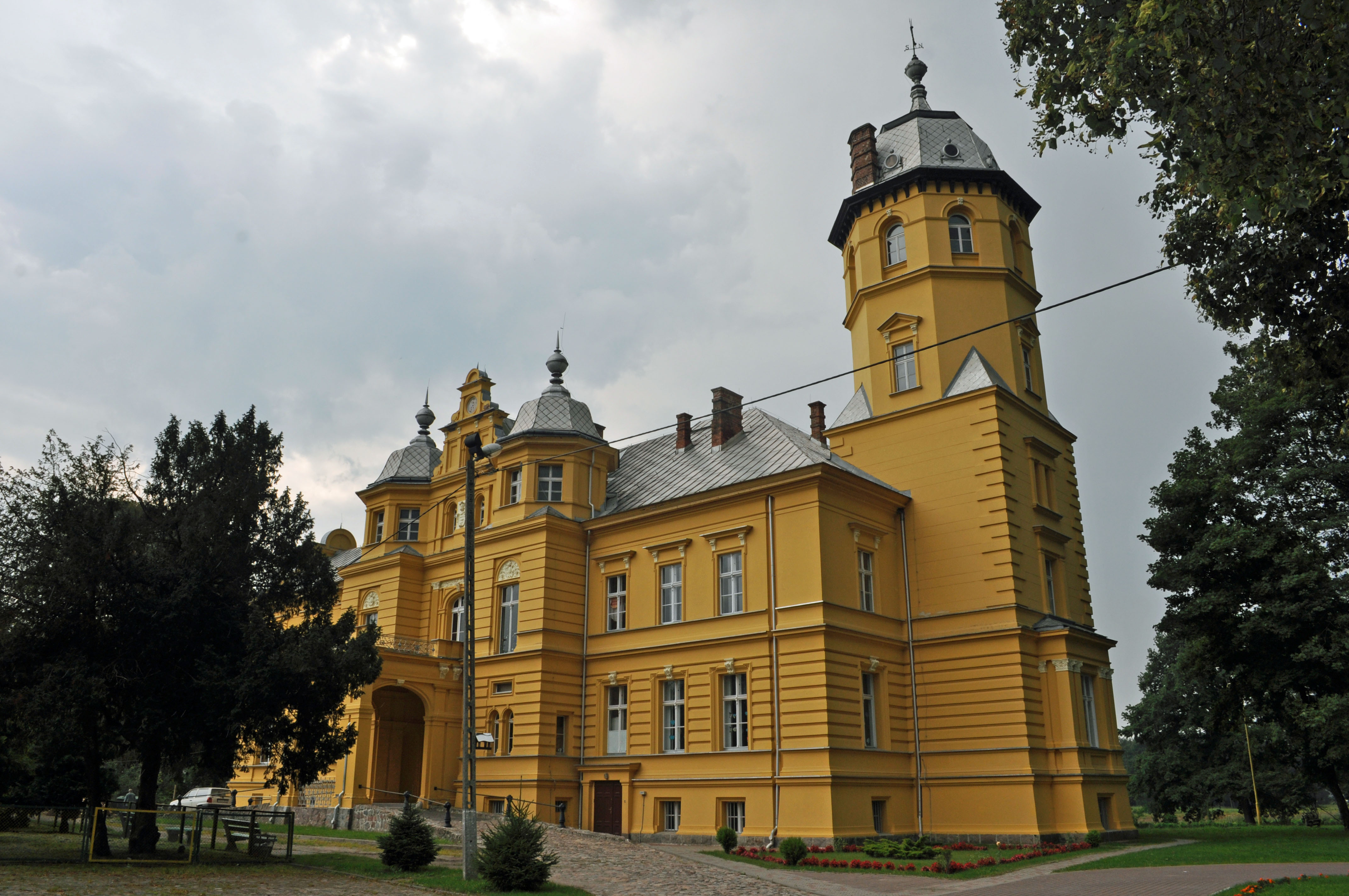
Schloss Stuchow (Stuchowo), erbaut 1888, ehemals Sitz der Familie von Ploetz, letzter Besitzer vor 1945: Henning von Plötz.

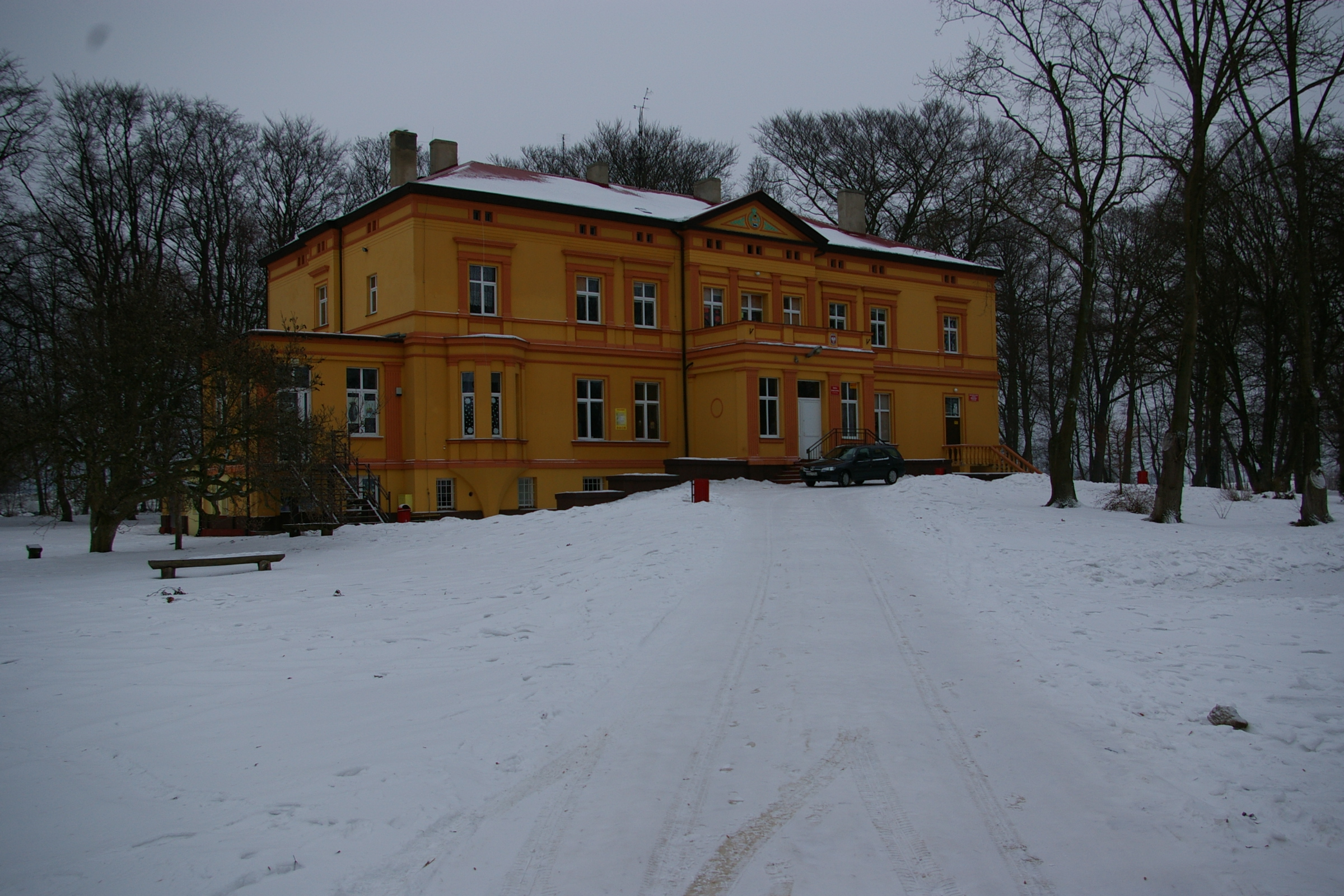
Gutshaus Groß Justin (Gostyń), erbaut um 1800, ehemals Sitz der Familie von Brockhusen.

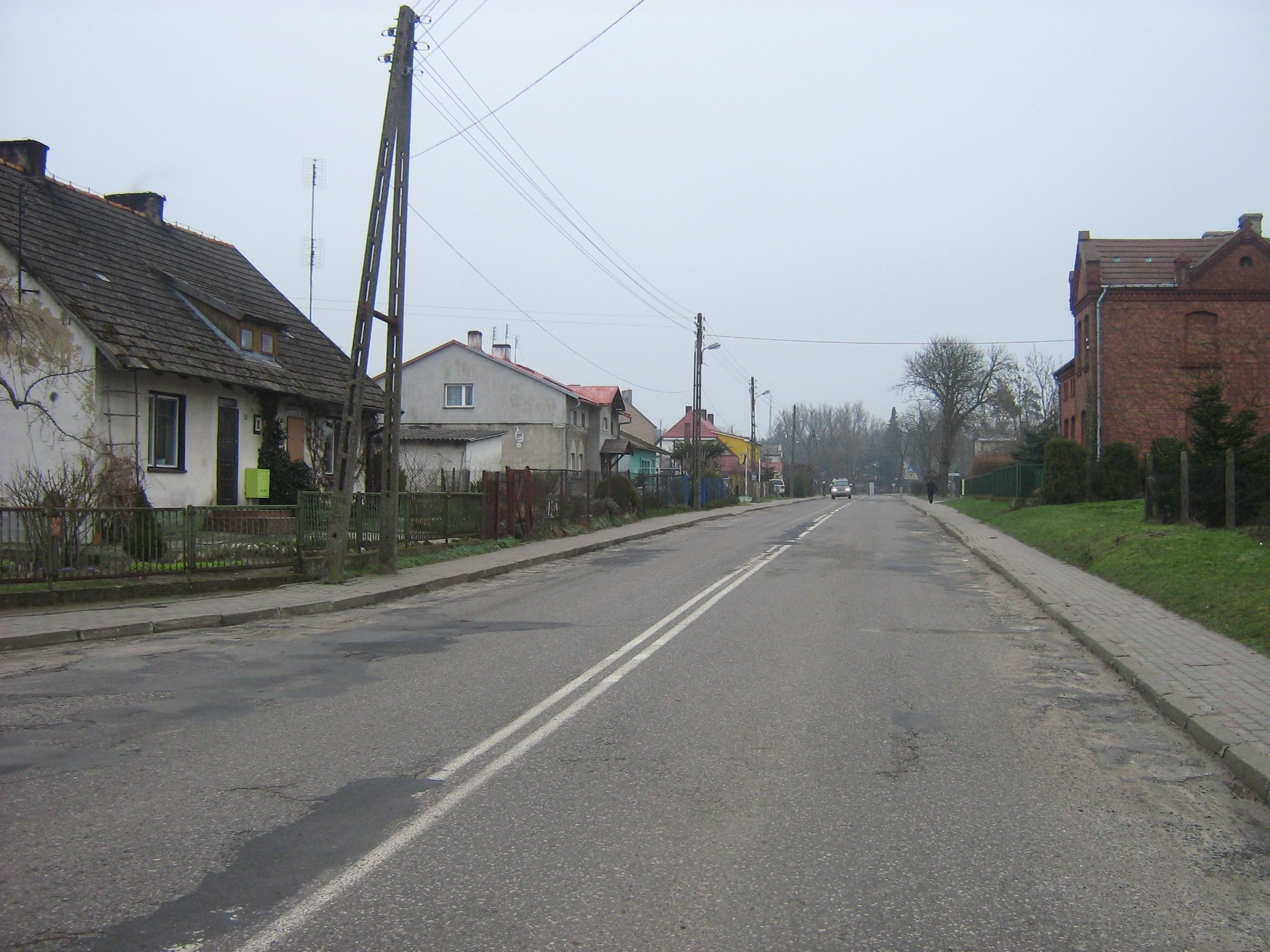
Ortsdurchfahrt

Die Gmina Świerzno besteht aus insgesamt 22 Ortschaften, die sich auf 9 Ortsteile („Schulzenämter“) verteilen:
Ortsteile:
| - Chomino (Kummin) - Ciesław (Tetzlaffshagen) - Gostyń (Groß Justin) - Gostyniec (Klein Justin) - Jatki (Brendemühl) | - Kaleń (Kahlen) - Osiecze (Neuhöfe) - Stuchowo (Stuchow) - Świerzno (Schwirsen) |

Übrige Ortschaften:
| - Będzieszewo (Bandesow) - Dąbrowa (Vorwerk Damerow) - Duniewo (Dünow) - Grębice (Johannisberg) - Kępica (Kambz) mit Herrenhaus Kambz - Krzemykowo (Klaushagen) - Krzepocin (Lüttkenhagen) | - Margowo (Morgow) mit Herrenhaus Morgow - Redliny (Redlinsfelde, bis 1936 Aschersruhe) - Rybice (Riebitz) - Starza (Staarz) - Sulikowo (Zoldekow) - Trzebieradz (Knurrbusch) - Ugory (Friedensfelde) |

### Verkehr

#### Straßen
Durch das Gebiet der Gmina Świerzno verläuft die Woiwodschaftsstraße 103 (Kamień Pomorski (Cammin i. Pom.) – Trzebiatów (Treptow a.d. Rega)), auf die hier die Woiwodschaftsstraße 105 trifft, die von Rzesznikowo (Reselkow) an der Landesstraße 6 (ehemalige Reichsstraße 2, heute auch Europastraße 28) und Gryfice (Greifenberg i. Pom.) kommt.

#### Schienen
Im Jahre 1906 wurde die Bahnlinie von Treptow a.d. Rega (Trzebiatów) nach Cammin (Kamień Pomorski) gebaut, die an die bereits 1892 errichtete Strecke von Wietstock (Wysoka Kamieńska) nach Cammin anschloss. Die heutigen Gemeindeteile Jatki (Brendemühl) und Gostyniec (Klein Justin) waren mit eigenen Bahnstationen an diese Strecke angebunden. 1945 wurde der Streckenabschnitt infolge des Krieges stillgelegt, so dass für die Gmina Świerzno heute kein Bahnanschluss mehr besteht.